# Søre Harildstad

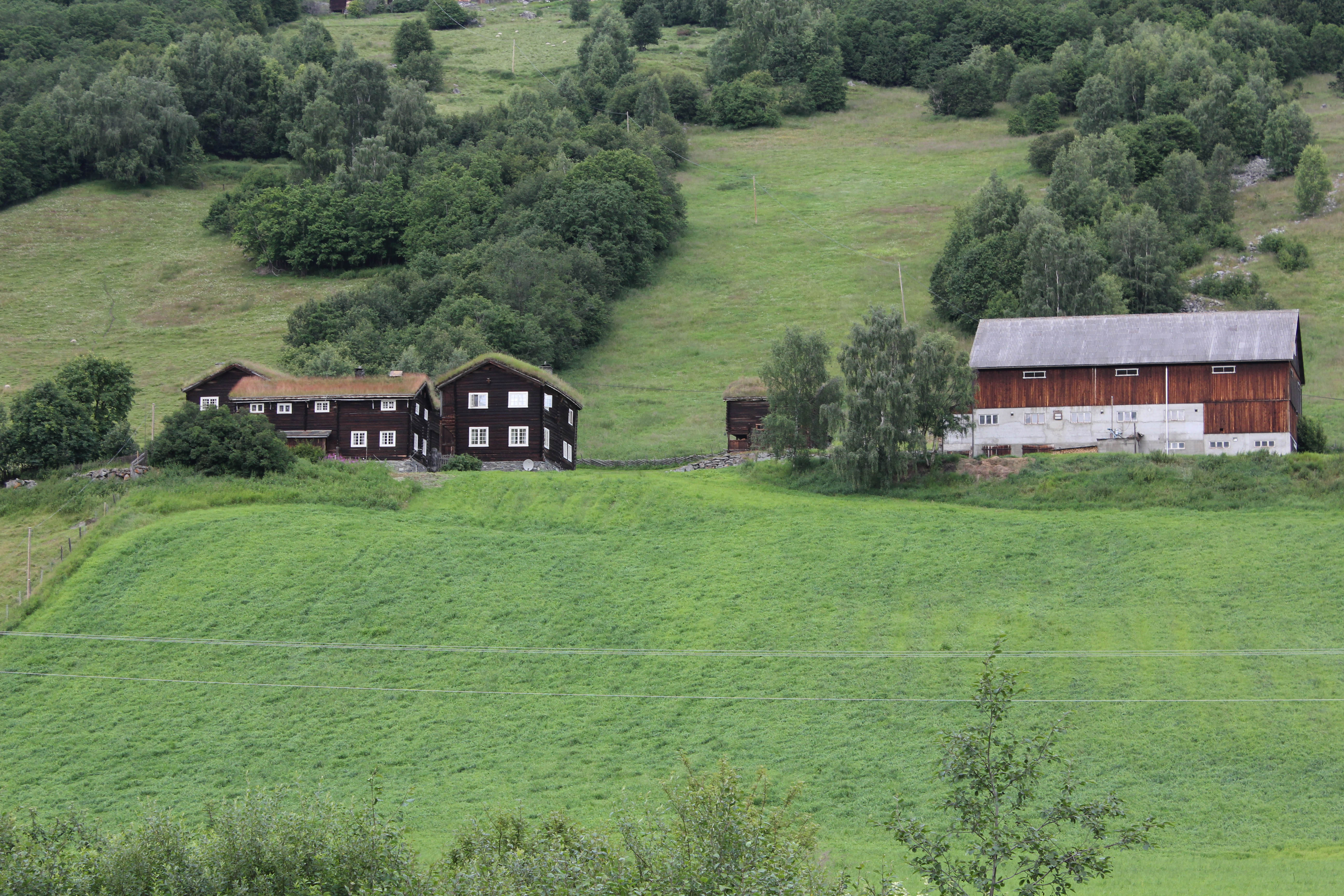
Søre Harildstad von Südosten, 2012

Søre Harildstad (Südlicher Harildstad) ist ein Hof im Heidal in der Kommune Sel. Diese befindet sich im Gudbrandsdalen im norwegischen Fylke Innlandet. Der Hof ist norwegisches Kulturerbe und mit der Olavsrose ausgezeichnet. Die gesamte Hofanlage wurde 1923 unter Denkmalschutz gestellt. Der Hof liegt am Hang der südwestgewandten Talseite, wo sich die meisten alten Höfe der Gegend befinden. Im Sommer kann man die Anlage besuchen, nach Absprache auch hier übernachten und speisen.

## Namensherkunft

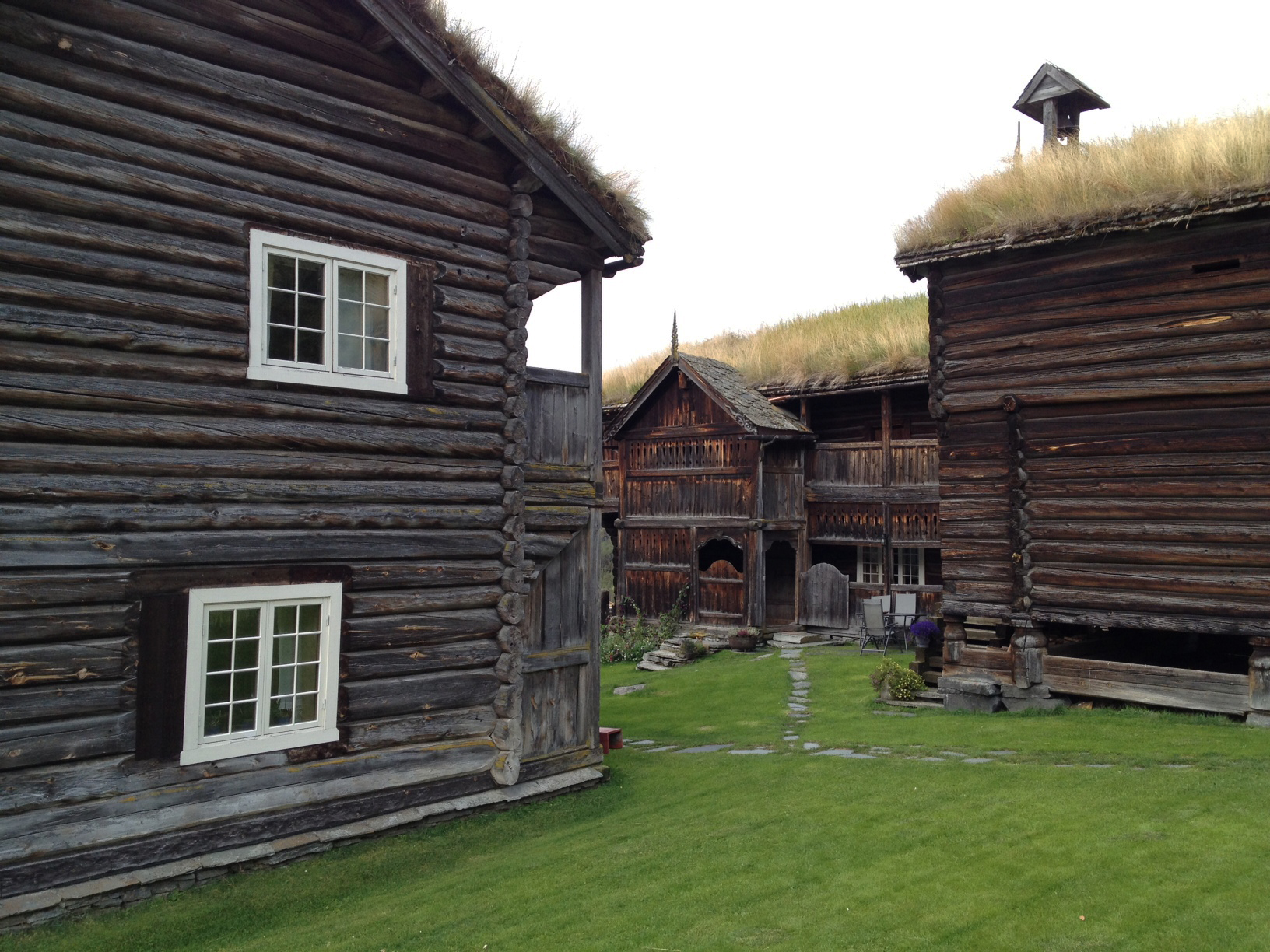
Blick in den Innenhof mit den angrenzenden Wohngebäuden und Speichergebäude (rechts), 2012

Im 9.–10. Jahrhundert wurden viele Höfe vom Stammgut Myklabolstad, heute Bjølstad genannt, abgespalten. Einer von diesen war Haraldsstaðir – Haralds Hof. Heute gibt es zwei Harildstad-Höfe, den Nachbarhof Nordre Harildstad (Nördlicher H.) und diesen, Søre Harildstad.
Im Norsk Gaardnavne, einem Register von Oluf Rygh, sind verschiedene Schreibweisen der Güter von 1336 bis in die Gegenwart aufgelistet. Die Schreibweisen sind durch Rechtschreibreformen, besonders im 19. und 20. Jahrhundert, abgewandelt worden. So hieß der Hof im 14. und 15. Jahrhundert Haraldstad und bekam nach weiteren Abwandlungen ab 1723 den heutigen Namen Harildstad. Das Gut wurde in mehreren Dokumenten des Diplomatarium Norvegicum, einer Quellen- und Dokumentensammlung, erwähnt, erstmals auf einem Pergament aus dem Jahr 1336. Die Schreibweise lautete „a Haraldzstaudum“ – und bedeutet „Auf Haraldstad“.

## Geschichte

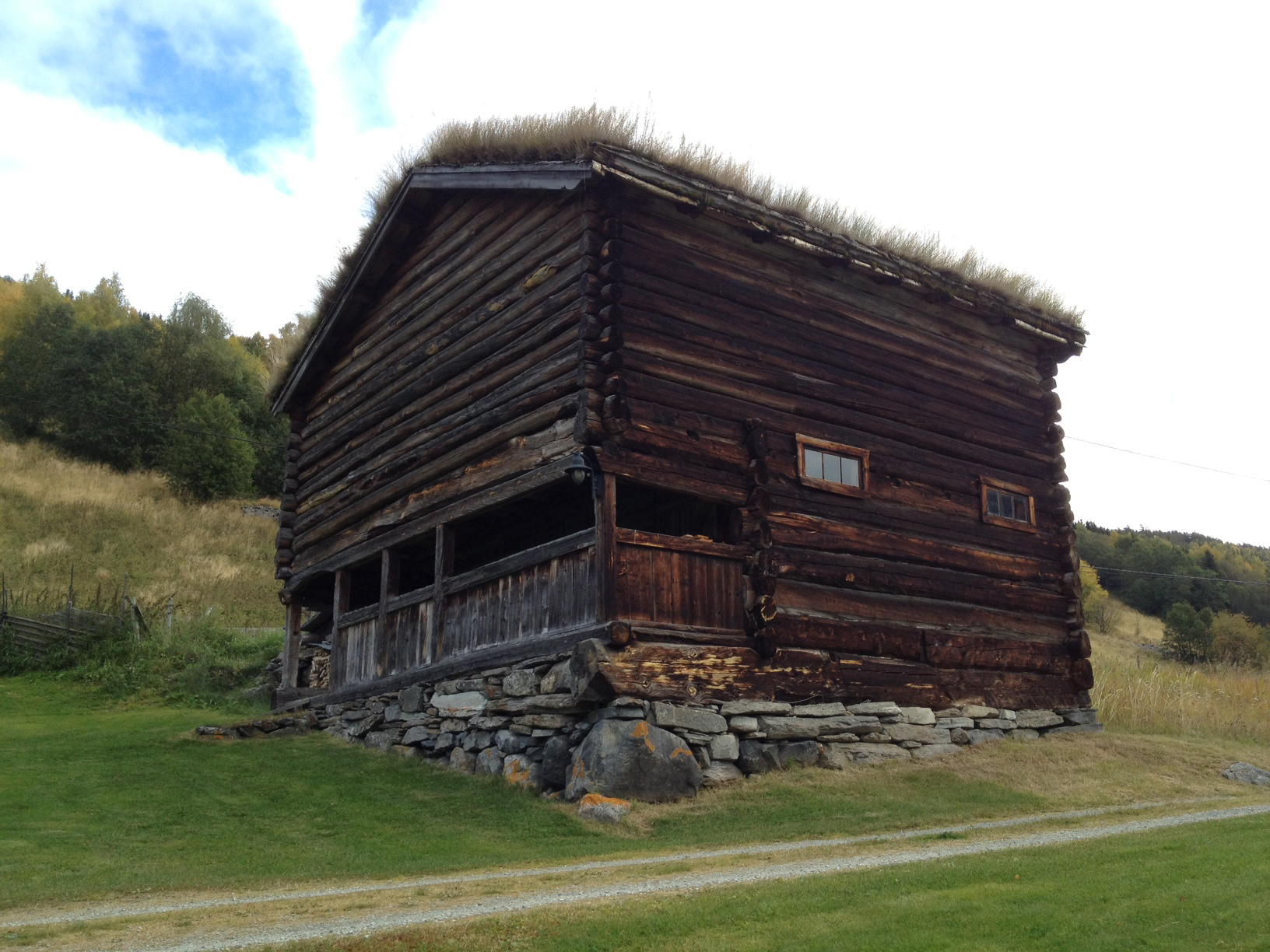
Stall auf dem Außenhof, 2012

Harildstad ist ein Gut aus dem Mittelalter, dennoch finden sich Spuren einer früheren Besiedelung. Vor einigen Jahren wurde eine Pfeilspitze aus der Wikingerzeit und eine Fallgrube gefunden. Es wird angenommen, dass die Fallgrube aus der Übergangszeit von der norwegischen Eisenzeit zum Mittelalter stammt.
Als wahrscheinlich gilt eine Ansiedelung auf dem Hof seit dem 14. Jahrhundert. Harildstad wurde vom Gut Bjølstad abgespalten und schon im Spätmittelalter waren es zwei Harildstad-Höfe. In einem Brief von 1449 wird explizit vom Søre Harildstad berichtet.
Das alte Grundbuch zeigt, dass es eine wasserbetriebene Säge auf Søre Harildstad gab.
Im Laufe der Zeit hatte der Hof mehrere Besitzer. Im Jahr 1870 wurde er an Torger Tårud aus Nord-Fron verkauft. Seine Nachkommen besitzen den Hof bis heute. Seit 1980 wird das Land an die Nachbarhöfe Krukhaug und später Knutrud, verpachtet.

## Hof und Gebäude
Søre Harildstad hatte ursprünglich eine Zweiteilung des Hofplatzes. Um den Innenhof gliederten sich Wohngebäude und ein Lebensmittelspeicher. Der Außenhof wird von der Scheune und Stallgebäuden umschlossen. Nach einer Zeichnung von Morgenstierne im Jahr 1899 gab es 14 Gebäude auf dem Hof. Zusätzlich dazu gab es Grundmauern eines Ziegenstalls sowie eines Holzschuppens.
Der Hof wurde 1923 unter Denkmalschutz gestellt. Laut Gjones Aufmaßzeichnungen befanden sich dieselben Gebäude auf dem Hof wie auf Morgenstiernes’ Plan: sechs Gebäude um den Innenhof und weitere sechs um den Außenhof. Zusätzlich zu diesen gab es eine Schmiede und ein eldhus, ein Haus mit einer offenen Feuerstelle, das als Bäckerei, Brauerei oder Wäscherei benutzt wurde. Beide lagen aus Brandschutzgründen etwas weiter weg von den übrigen Gebäuden. Bis heute wurden nur fünf Gebäude um den Innenhof und der Stall bewahrt. Das eldhus wurde in ein Ausgedingehaus umgewandelt.
Alle alten Gebäude des Hofes wurden Ende des 18. Jahrhunderts als Blockhaus erbaut und haben ein Dach aus Torf. Engen beschrieb die Grundform der Gebäude im Buch Freda hus og gardstun I Gudbrandsdalen (Geschützte Häuser und Höfe im Gudbrandsdalen).

Søre harildstad in verschiedenen Epochen
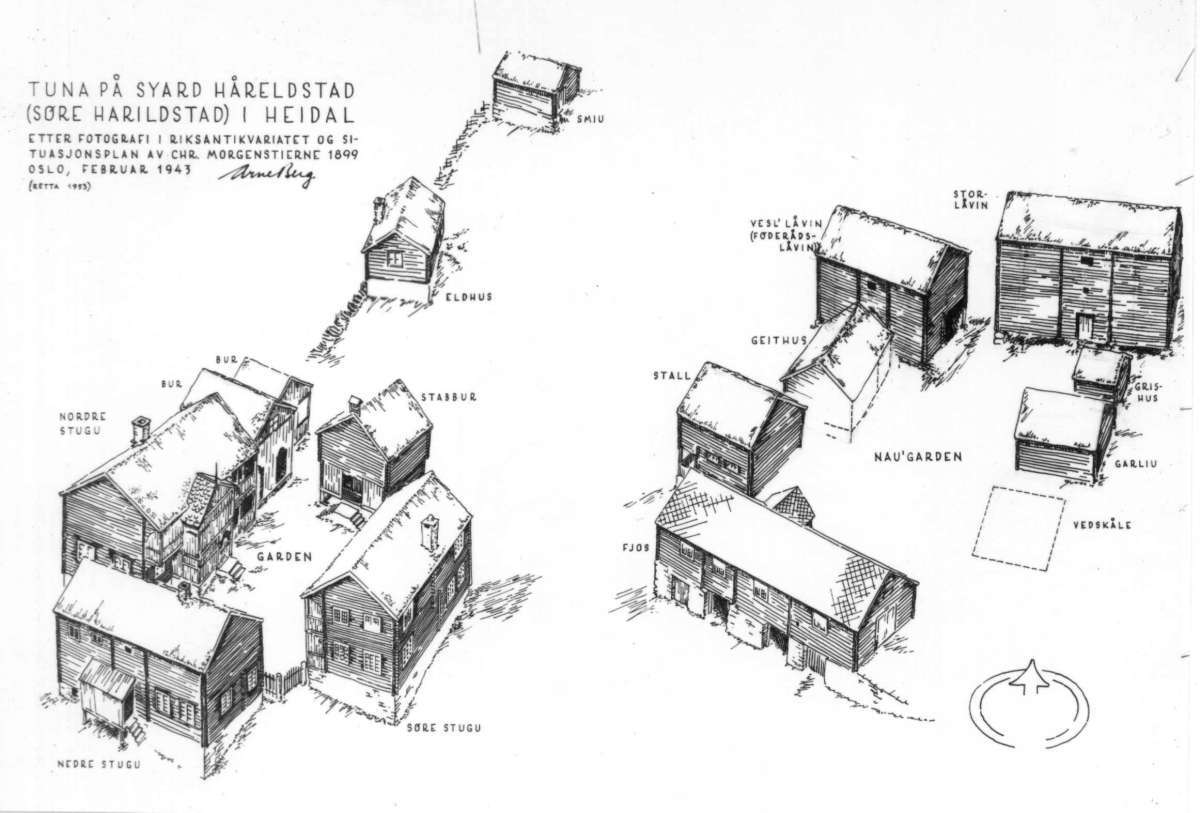
1899 Gezeichnet von Arne Berg, 1943
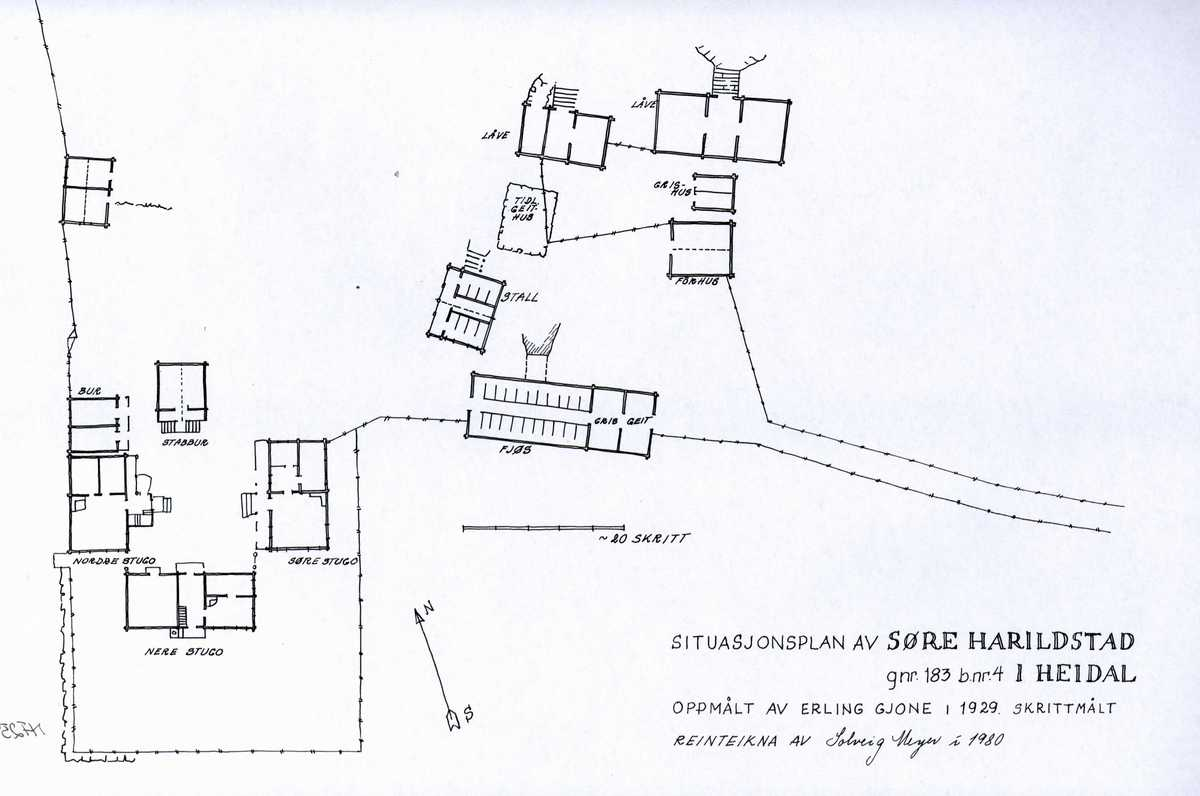
1929 Aufmaß von Erling Gjone
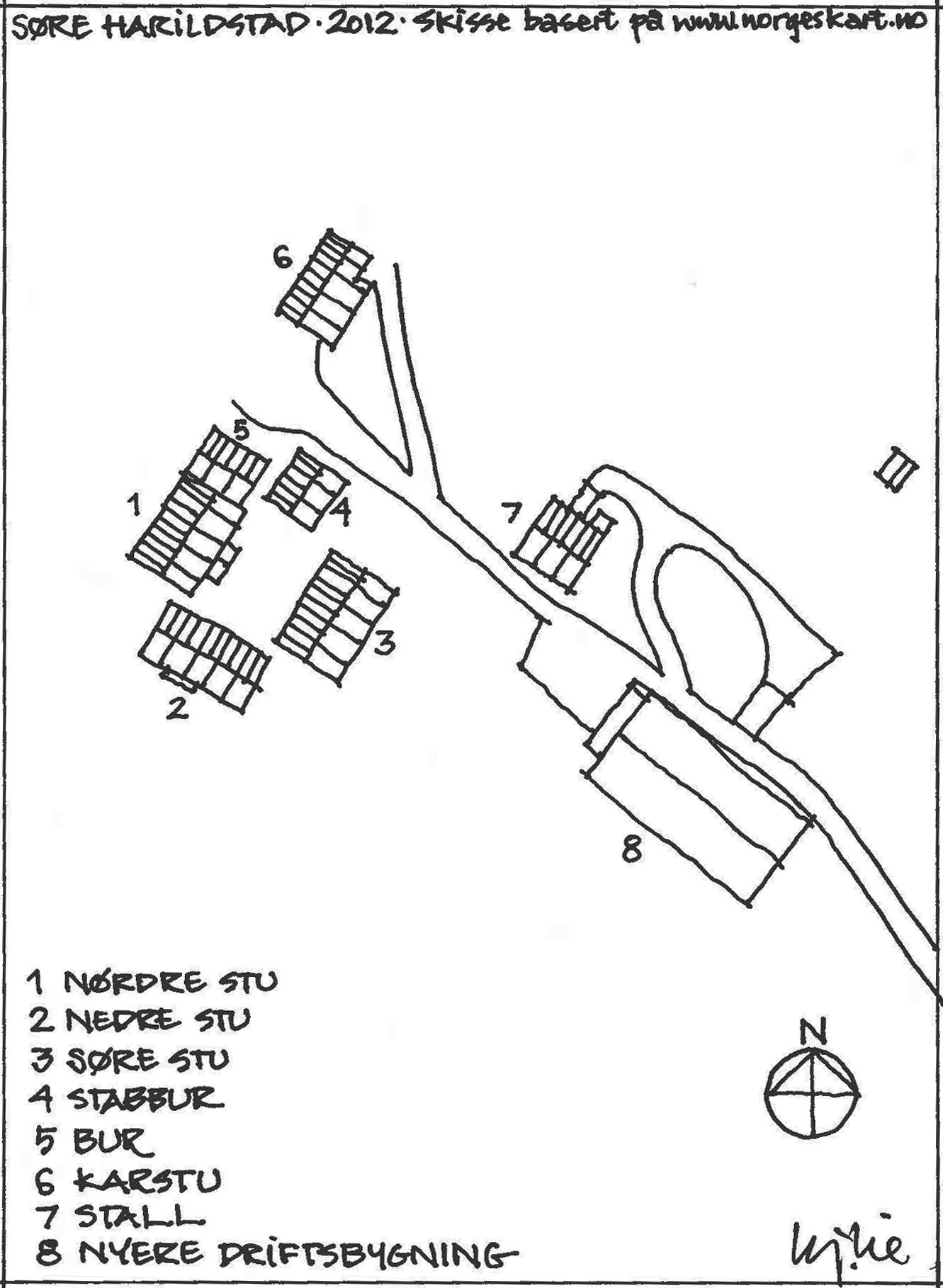
2012 Lageplan von Kj. Lie

Gebäude um den Innenhof
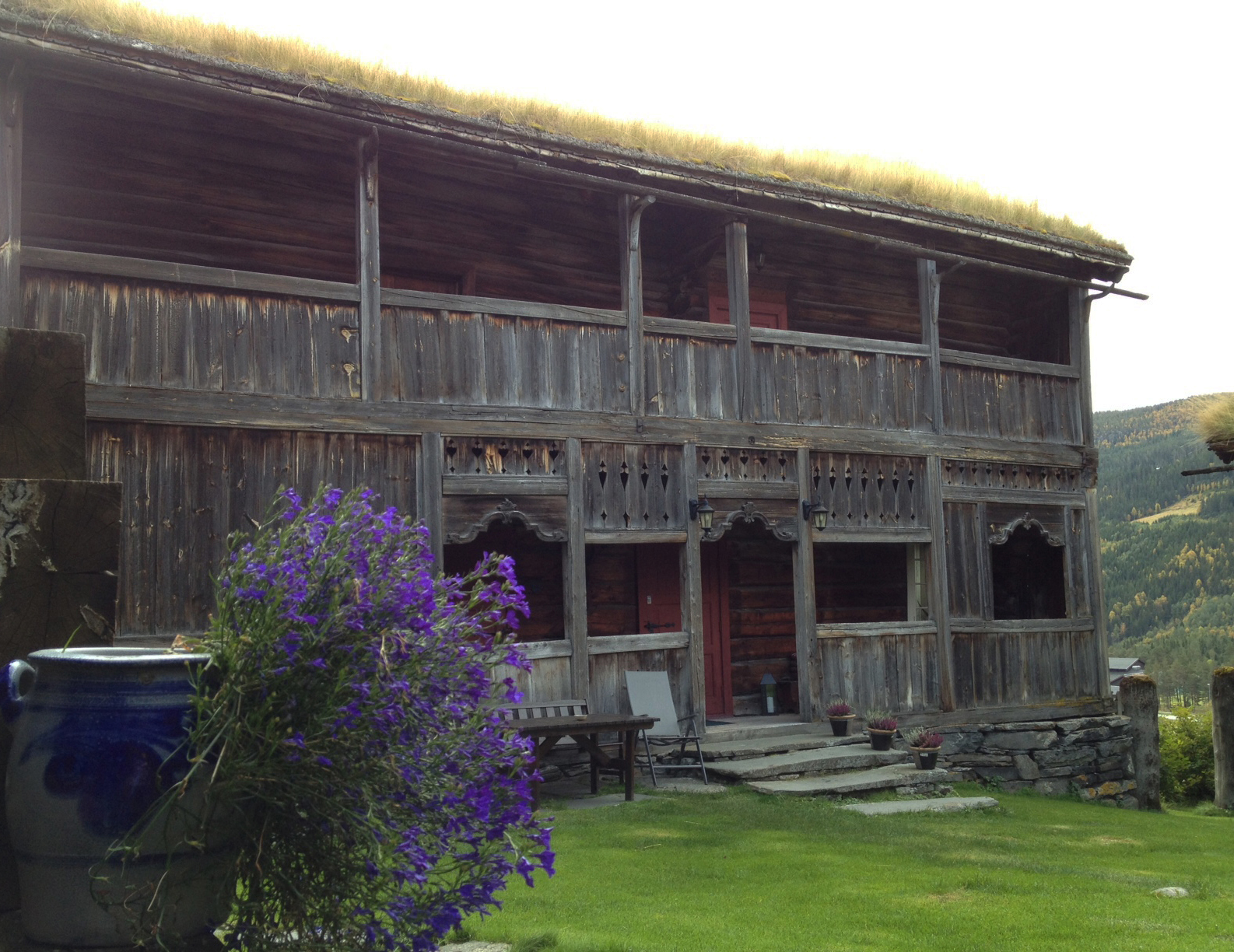
Südliches Wohnhaus
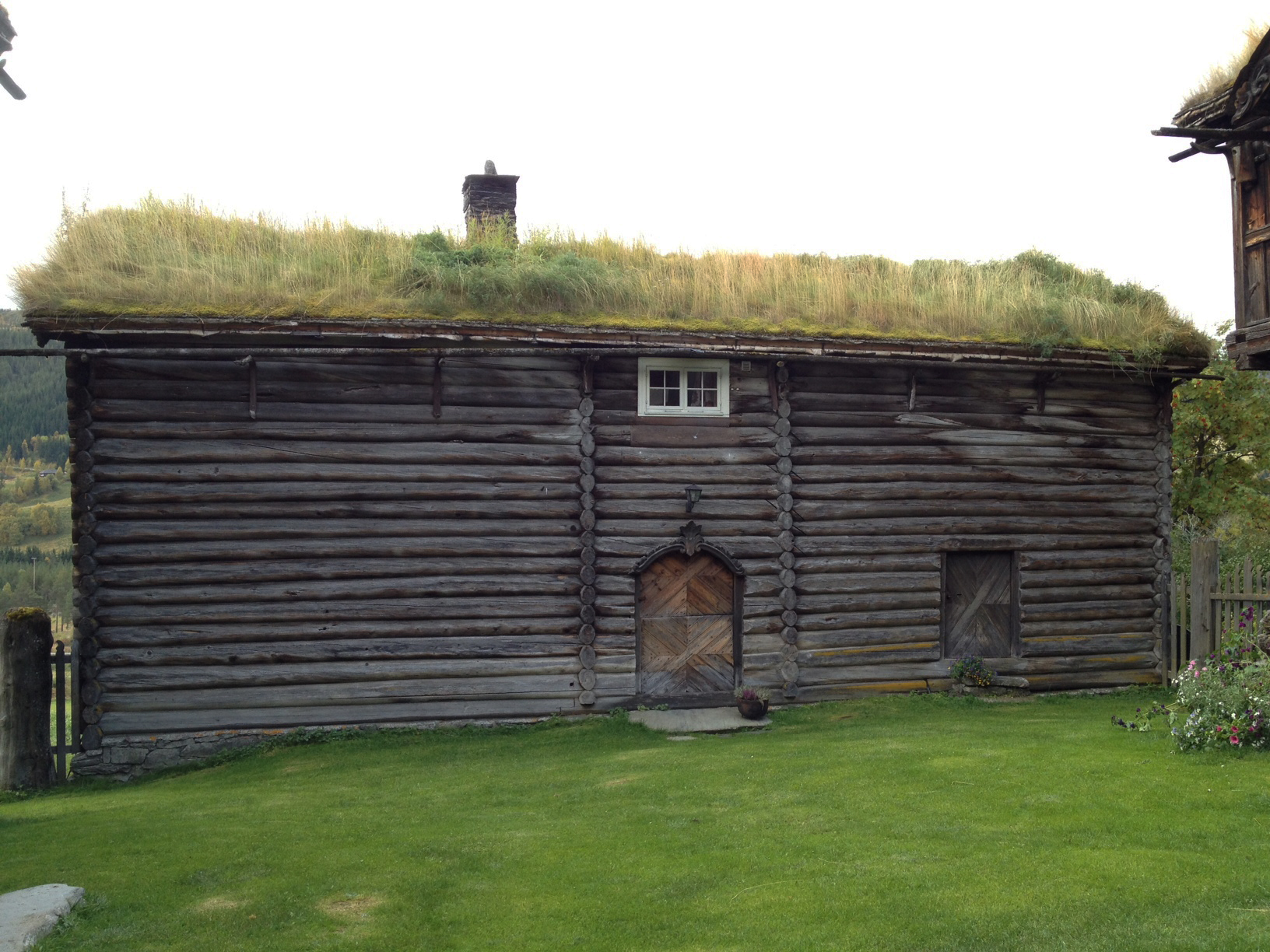
Unteres Wohnhaus
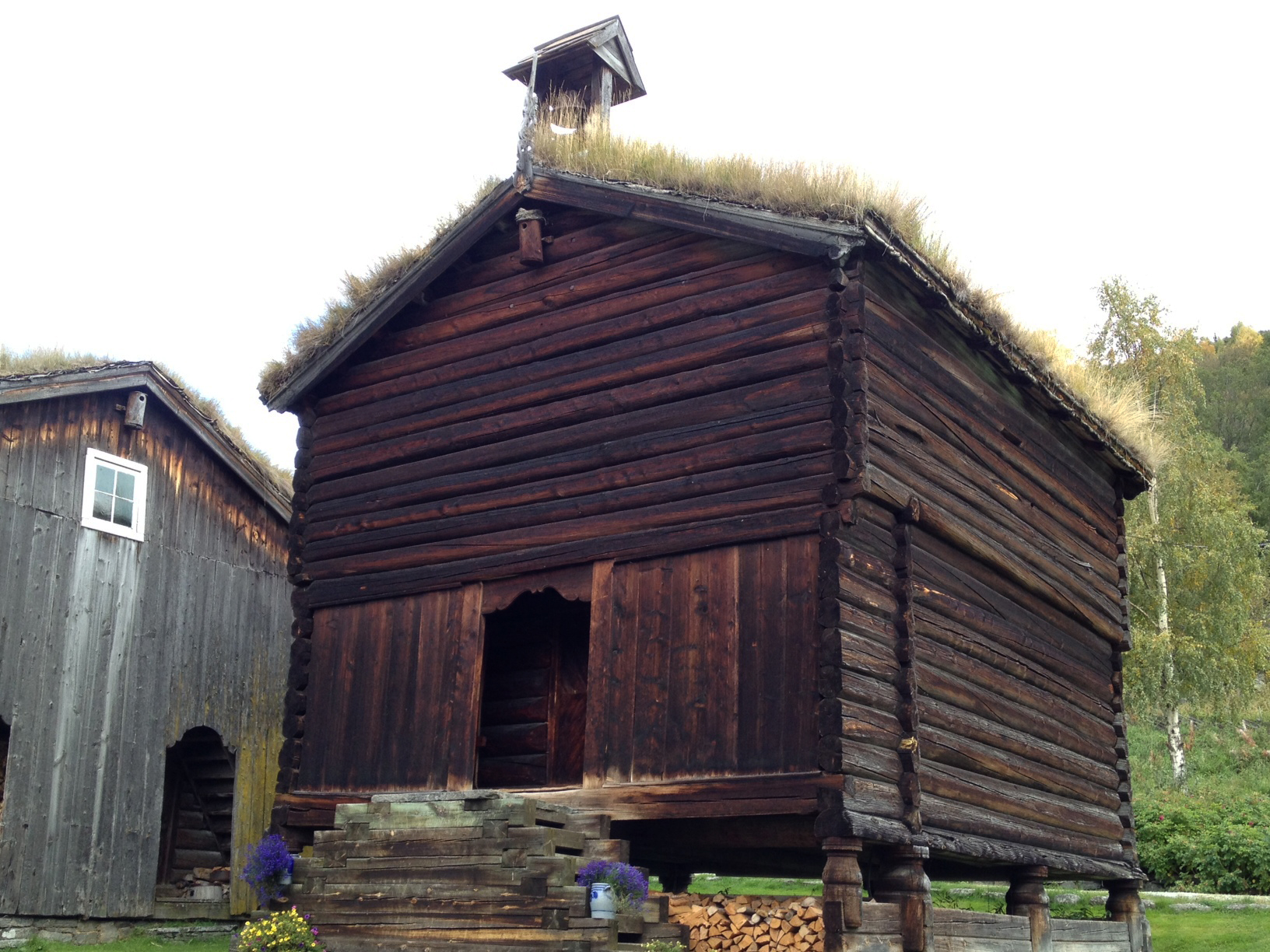
Lebensmittelspeicher
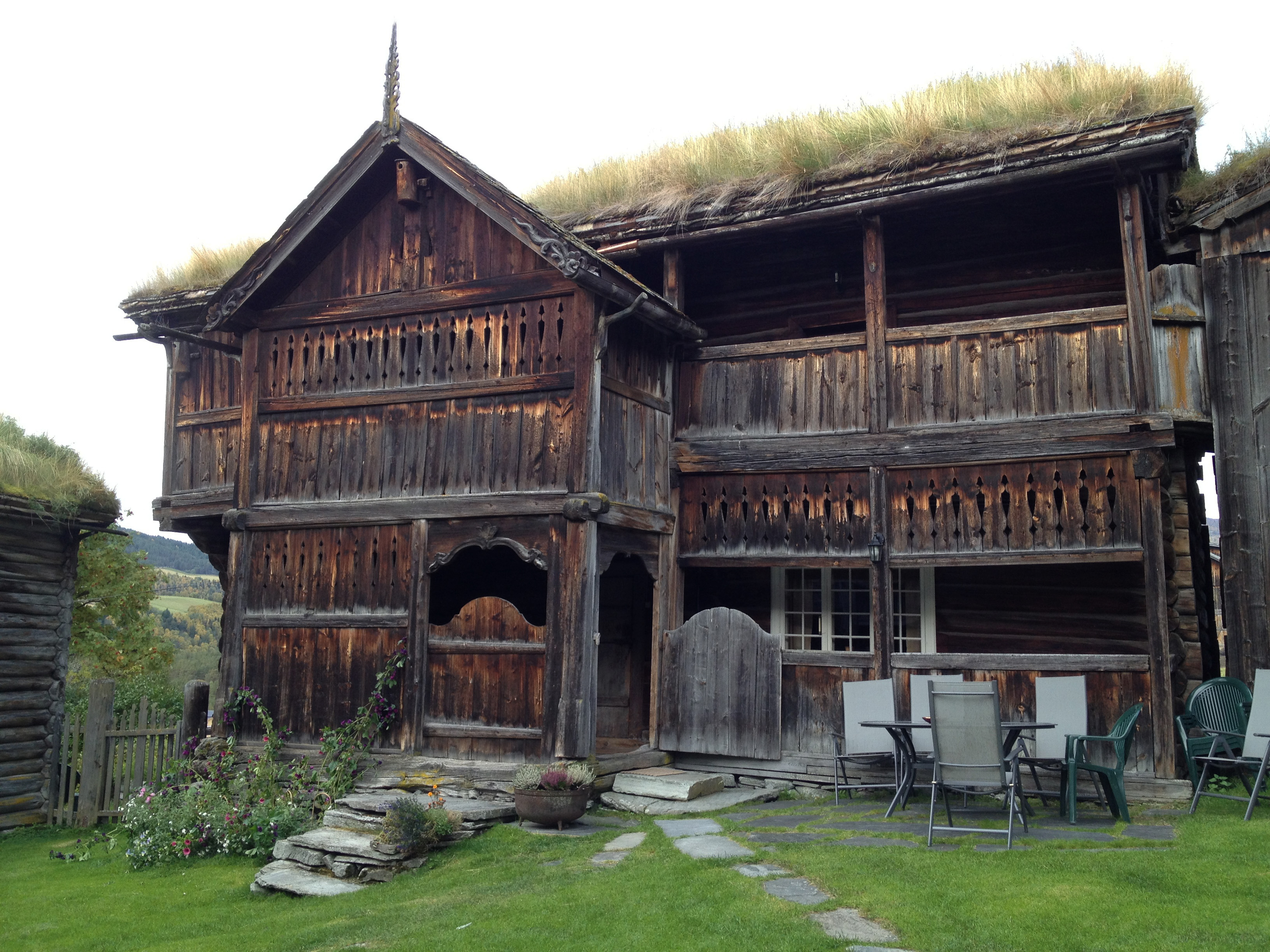
Nördliches Wohnhaus